# Yeongwol Challenger Tennis
Il Yeongwol Challenger Tennis è stato un torneo professionistico maschile di tennis giocato su campi in cemento. Faceva parte dell'ATP Challenger Tour. Si è giocata la sola edizione del 2013 a Yeongwol, in Corea del Sud.

## Albo d'oro

### Singolare
| Anno | Campione      | Finalista   | Punteggio   |
| ---- | ------------- | ----------- | ----------- |
| 2013 | Bradley Klahn | Tarō Daniel | 7–6(5), 6–2 |

### Doppio
| Anno | Campioni                  | Finalisti                   | Punteggio        |
| ---- | ------------------------- | --------------------------- | ---------------- |
| 2013 | Marin Draganja Mate Pavić | Lee Hsin-han Peng Hsien-yin | 6–4, 4–6, [10–7] |